# Cheo cheo nước
Cheo cheo nước (danh pháp hai phần: Hyemoschus aquaticus) là một loài động vật nhai lại móng guốc chẵn thuộc Họ Cheo cheo. Loài này phân bố ở châu Phi. Nó là Thành viên lớn nhất của Họ Cheo cheo, dài khoảng 80 cm và cân nặng khoảng 10 kg. Nó cũng được coi là giống như lợn nhất và nguyên thủy nhất trong số các loài cheo cheo. Cheo cheo nước được tìm thấy ở châu Phi nhiệt đới, ở ven biển Tây Phi và các khu rừng nhiệt đới Trung Phi.
Cheo cheo nước có một cơ thể chắc nịch tròn, chân mỏng với móng, và đầu giống chuột. Con đực có răng năng nên nó còn được gọi là "nai răng nanh". Như tên gọi chung của nó cho thấy, cheo cheo nước là một vận động viên bơi lội tốt và có thể lặn dưới nước. Lỗ mũi của nó là khe hở mà nó có thể ép đóng để giữ nước. Nó sẽ không bao giờ đi lạc xa từ một nguồn nước, và nó sẽ rút về nước và nhảy trong khi bị đe dọa. Nó có bộ lông màu nâu đỏ với sọc trắng và các điểm. Con trưởng thành trung bình 10–12 kg và dài tới 80 cm.
Chúng là động vật nhai lại, thức ăn chủ yếu thực vật, đặc biệt là quả. Chúng chủ yếu sinh hoạt về đêm và chủ yếu là sống đơn độc. Con giới có lãnh thổ chồng lấn với phạm vi lãnh thổ của con cái, các con đực giới hiếm khi quá hung hăng với nhau. Đôi khi chúng giao chiến, chúng sử dụng răng nanh làm vũ khí, chúng dường như muốn tránh nhau và giữ cho mình. Một con cái đến kỳ động dục sẽ giao phối với con đực mà nó chia sẻ một phạm vi sinh sống, nó mang thai trong 4 tháng.